# هيزل ماي
هيزل ماي هي صحفية فلبينية، ولدت في 7 أبريل 1970 في الفلبين.